# Oenothera elongata
Oenothera elongata är en dunörtsväxtart som beskrevs av Henry Hurd Rusby. Oenothera elongata ingår i släktet nattljussläktet, och familjen dunörtsväxter. Inga underarter finns listade i Catalogue of Life.